# Francesco Maria Abbati
Francesco Maria Antonio degli Abbati (französisch François-Marie d’Abbati; * 13. Januar 1660 in Pesaro; † 22. April 1735) war von 1710 bis 1735 Bischof von Carpentras.

## Leben
Francesco Maria Abbati, Bruder des Kardinals Fabio degli Abati Olivieri, entstammte einer adligen italienischen Familie, die mit den Albani von Urbino verwandt war. Nachdem er ein Studium der Rechtswissenschaften abgeschlossen und Doktor des Zivil- und kanonischen Rechts geworden war, widmete er sich einer geistlichen Laufbahn. Er begleitete seinen Schirmherrn, den Nuntius Sebastiano Antonio Tanara, als Auditor zuerst nach Portugal, dann nach Wien. Als Tanara im Dezember 1695 von Papst Innozenz XII. zum Kardinalpriester ernannt wurde, folgte Abbati ihm nach Rom.
Am 18. Februar 1702 wurde Abbati durch den mit ihm verwandten Klemens XI. zum Rektor der unter päpstlicher Oberhoheit stehenden südfranzösischen Region Comtat Venaissin ernannt und erhielt gleichzeitig die Kommendatarabtei Sainte-Victoire. Am 20. Mai 1702 hielt er seinen Einzug in Carpentras. Er verbesserte die unter seinem Amtsvorgänger gespannten Beziehungen zum Bischof von Carpentras, Laurent Buti, ordnete am 18. Februar 1703 das Verbot der Bettelei an, reglementierte am 3. Juli 1703 die öffentlichen Almosen und ließ das städtische Krankenhaus wiedererrichten, an dessen Grundsteinlegung er am 29. April 1705 gemeinsam mit Bischof Buti teilnahm.
Am 3. Oktober 1706 empfing Abbati die Priesterweihe und wurde am 8. Juni 1707 zum Bischof von Rieti ernannt. Bereits drei Jahre später erfolgte am 21. Juli 1710 seine Kür zum Bischof von Carpentras als Nachfolger des mittlerweile verstorbenen Laurent Buti, doch kehrte er nicht sofort nach Carpentras zurück und trat sein Amt erst am 6. Juni 1711 tatsächlich an. Daneben übte er interimistisch von Juni 1711 bis Dezember 1712, von März bis Juni 1716 und von November 1727 bis Dezember 1728 auch wieder das Amt des Rektors des Comtats Venaissin aus. Er suchte, insbesondere während der Pest von 1720, sehr karitativ zu wirken, kaufte das nahe Malemort gelegene Schloss Saint-Félix, das er zum Amtssitz seines Bistums machte, und sorgte für die Verschönerung der Kathedrale St-Siffrein zu Carpentras, in der er eine Krypta als Grabstätte für die künftigen dortigen Bischöfe ausheben ließ. Auch er selbst fand dort nach seinem am 22. April 1735 im Alter von 75 Jahren erfolgten Tod seine letzte Ruhestätte.
Abbati ist u. a. der Autor einer kleinen (anonym publizierten) Schrift mit dem Titel Réponse d’un canoniste français à la question qu’un canoniste ultramontain lui propose au sujet de la quarte canonique des évêques, welches Werk er im Gefolge eines von ihm angestrengten und verlorenen Prozesses gegen die Prioren von Aurel und Sault verfasste.